# Gérard Dautant
Pas d'image ? Cliquez ici

a Compétitions nationales et continentales officielles uniquement.

b Matchs officiels uniquement.
Gérard Dautant, né le 28 janvier 1929 à Lavardac et mort le 26 mars 2012 à Nérac, est un joueur et entraîneur de rugby à XIII dans les années 1950 et 1960. Il occupe le poste de demi de mêlée.
Originaire de la même ville que le célèbre Jean Barreteau, Gérard Dautant est issu d'une famille de rugbymen. Au cours des années 1950, il rejoint le club de Lyon et remporte le Championnat de France en 1955 en compagnie de Joseph Crespo, René Duffort et Jean Audoubert. Il rejoint ensuite le club de Roanne et remporte son deuxième titre de Championnat de France en 1960 avec Claude Mantoulan, Aldo Quaglio et Jean Barthe, et dispute la finale en 1961.
Fort de ses performances en club, Gérard Dautant intègre l'équipe de France et compte une sélection le 11 novembre 1961 contre la Nouvelle-Zélande associé à Gilbert Benausse.
Son frère, Gilbert Dautant, est joueur de rugby à XIII et président de la fédération française de rugby à XIII dans les années 1990.

## Palmarès
- Collectif :
  - Vainqueur du Championnat de France : 1955 (Lyon) et 1960 (Roanne).
  - Vainqueur de la Coupe de France : 1962[1] (Roanne).
  - Vainqueur du Championnat de France de 2e division : 1953 (Lavardac).
  - Finaliste du Championnat de France : 1961 (Roanne).

### Détails en sélection
| 1. | 11 novembre 1961 | Nouvelle-Zélande | 6-6 | Test-match | Demi de mêlée | - | - | - | - |